# English Partnerships
English Partnerships est l'agence nationale de renouvellement urbain pour l'Angleterre. 
Elle a joué un rôle similaire à celui des agences de développement régional au niveau national. Le 1er décembre 2008, ses compétences ont été transférées à un organisme lui succédant, la Homes and Communities Agency.
Elle était responsable de l'acquisition et de l'aménagement fonciers, ainsi que des grands projets d'aménagement, seule ou en partenariat avec des promoteurs privés. Elle était particulièrement active dans les grands domaines de renouvellement urbain tels que Thames Gateway et dans les zones d'expansion comme Milton Keynes, où le vice-Premier ministre (faisant office de ministre de l'Environnement) a soustrait l'urbanisme au contrôle local et l'a désignée comme autorité statutaire de planification.
Il s'agissait d'un organisme public non ministériel financé par le ministère des Communautés et du Gouvernement local (CLG), et qui relevait auparavant du Bureau du vice-Premier ministre (le ministère prédécesseur du CLG).

## Histoire
English Partnerships étaient juridiquement deux organismes entièrement indépendants, créés en vertu de statuts distincts. L'un d'eux était la Commission pour les villes nouvelles, créée en octobre 1961, et responsable des sociétés de développement créées par la loi de 1959 sur les villes nouvelles. L'autre était l' Agence de régénération urbaine créée par la loi de 1993 sur la réforme du bail emphytéotique, le logement et le développement urbain. L'URA est née sous le nom d'English Industrial Estates Corporation, qui a été « créée en 1936 sous le nom de North Eastern Trading Estates Ltd pour aider à atténuer les problèmes causés par le déclin des industries lourdes telles que la construction navale et l'extraction du charbon ».
Le 17 janvier 2007, Ruth Kelly, Secrétaire d'État au Logement, aux Communautés et aux Collectivités locales, annonce des propositions visant à regrouper les fonctions de prestation de services de la Housing Corporation (en), d'English Partnerships et de certaines parties de CLG pour former une nouvelle agence unifiée de logement et de régénération, la Homes and Communities Agency (initialement annoncée sous le nom de « Communities England ») ; celle-ci devient opérationnelle le 1er décembre 2008.

## Projets financés
- O2 Arena (Londres)
- Réaménagement de la péninsule de Greenwich
- Sheffield Winter Gardens
- Thames Gateway